# Joseph Rykwert
Joseph Rykwert, né à Varsovie le 5 avril 1926 et mort à Londres le 18 octobre 2024, est un théoricien et historien de l'architecture, britannique d'origine polonaise.
Il est considéré comme l'historien et critique architectural le plus important de sa génération à l’échelle internationale.

## Biographie
Fils de Szymon Rykwert et Elizabeth Melup, Joseph Rykwert est né à Varsovie en 1926 et s'installe en Angleterre en 1939, à la veille de la Seconde Guerre mondiale. Il fait ses études à Charterhouse, puis à la Bartlett School of Architecture et à l'Architectural Association de Londres.
Ses premiers postes universitaires sont des conférences à l'École d'Hammersmith, Arts & Crafts et ensuite à la Hochschule für Gestaltung à Ulm en 1958, puis en tant que bibliothécaire et « Tutor » au Royal College of Art de 1961 à 1967 où il obtient son doctorat. Ensuite il est nommé professeur d'art à la nouvelle Université de l'Essex, un poste qu'il occupe de 1967 jusqu'en 1980. Il est transféré à l’école d’architecture de Cambridge, d'abord comme professeur « Slade » des beaux-arts, puis comme maître conférencier en architecture. Il enseigne avec le critique d’architecture Dalibor Vesely et en 1988, prend le titre de Paul Philippe Cret lorsqu’il intègre l’école d’architecture de l’Université de Pennsylvanie. C’est un poste qu’il occupe pendant 10 ans, jusqu’en 1988 (aujourd’hui émérite).

### Parcours universitaire
Joseph Rykwert donne des conférences et enseigne dans de nombreuses grandes écoles d'architecture dans le monde. Il a entre autres été professeur invité à Princeton, à la Cooper Union, New York, Harvard Graduate School of Design, l'Université de Sydney, à Louvain en Belgique, à l'Institut d'Urbanisme à Paris, à l'Académie britannique de l'Université de Bath, à l’université centrale européenne à Budapest en Hongrie et bien d'autres.
Il obtient des bourses auprès du Centre for Advanced Studies, en arts visuels, à Washington, et le Getty Center pour l'histoire de l'art et les sciences humaines. En 1984, il est nommé Chevalier à l'Ordre des Arts et des Lettres, de Paris en France. Il détient de nombreux diplômes honorifiques notamment ceux de l'Université d’Édimbourg au Royaume-Uni (1995), de l'Université de Cordoba, en Argentine (1998), l'Université de Bath, au Royaume-Uni (2000), de Toronto au Canada (2005), de Rome (2005) et de Trieste en Italie (2007).
De plus, il est membre de l'italien Accademia di San Luca et de l'Académie polonaise. En 2000, il reçoit à la biennale de Venise, le Prix Bruno Zevi d’histoire de l’architecture, et en 2009 à Madrid la Médaille d'or du Círculo de Bellas Artes. En 1996, il est nommé président du Conseil international des critiques d'architecture (ICCA).

## Travaux

### Architecture
Le travail de Joseph Rykwert est fondamentalement basé sur la recherche des origines des idées architecturales. Son premier ouvrage publié en 1963 s’intitule L'idée d'une ville: L'anthropologie de la forme urbaine à Rome, en Italie et du monde antique. Dans ce recueil, l’auteur innove dans la compréhension de l’ancienne ville en proposant le concept qu’elle serait le produit de rituels sacrés et symboliques plutôt que le point de vue des archéologues qui est celui de la ville antique comme un résultat de besoins pratiques et de règlements. Ce livre proposait également une critique de la nouvelle ville après-guerre.
Dans l’ouvrage La Maison d'Adam au Paradis : L'idée de la cabane primitive en histoire de l'architecture (1972), il analyse le fantasme que l’architecture pourrait revenir à un état de symbiose avec la nature ; un accord symbolisée dans ses écrits par le mythe d’Adam qui avait construit une maison dans l’Éden.
Dans Les premiers modernes: les architectes du XVIIIe siècle (1980), il retrace les origines de beaucoup d'idées modernes qui sont à tort pour la plupart inscrites comme des inventions récentes, telle que l’optique et la perspective. Ce livre n'est pas la retranscription conventionnelle de l’histoire des styles mais plutôt un recueil d’idées et un témoignage de l’histoire de la culture. Frances Yates a décrit cette nouvelle approche de l’histoire dans le Times Literary Supplement : « La portée su savoir de Rykwert est énorme. L’histoire des jardins, les influences chinoises, l'architecture du festival, tout contribue à une richesse débordante. Toutes les grandes figures de l'histoire de la pensée et la science — Bacon, Newton, Vico — sont vues sous des angles nouveaux. Ce n'est pas un recueil superficiel ni conventionnel de l’histoire des styles et des idées. De ce fait, il tonifie avec un nouveau genre l’histoire de l’architecture ».
Enfin, dans La Colonne Danse : Sur commande en architecture (1996), Rykwert tourne son attention vers les origines des ordres architecturaux, et plus récemment dans The Seduction of Place - L'histoire et l'avenir des villes (2000), à la question de comment faire avec succès des espaces urbains et des formes dans les villes d'aujourd'hui.

### Recherches sur Alberti
Durant toute sa carrière, Joseph Rykwert est préoccupé par le travail d'un architecte de la Renaissance, qui est Leon Battista Alberti. En 1955 il publie ainsi une édition annotée de Leoni datant de 1756 ; ce même ouvrage étant issu d’une traduction du traité d’Alberti, intitulé : Les Dix Livres d'Architecture. Puis, en 1989, il continue sur sa lancée avec une nouvelle traduction du latin de ce traité, qu’il intitulera, Sur l’art de construire en dix livres, publiés avec Robert Tavenor et Neil Leach.
En 1994, co-commissaire avec Robert Tavernor et Anne Rykwert, il lance une exposition internationale sur le travail d'Alberti, qui s'est tenue au Palazzo Te de Mantoue. L'intérêt de chevauchement de la théorie et de la pratique architecturale, et la conception de l'architecte comme un philosophe et un étudiant de plusieurs arts chez Alberti, est identifié par Rykwert comme le modèle de l'architecte représentatif à suivre pour une époque où le rôle du créateur est en danger d’être réduit à celle d’un homme d’affaires ou de technocrate. Le dernier livre de Rykwert conforte sa conception de l’architecture qu’il voit comme un produit d’inter-disciplines fondamentalement liées aux autres arts visuels. Il s’intitule L’œil lucide : l’architecture contre les autres arts, publié en 2008.

### Influence
Joseph Rykwert épouse sa seconde femme, Anne, pendant son temps dans l'Essex. Elle a été collaboratrice sur des œuvres remarquables, notamment l'exposition internationale d'Alberti et un livre sur les frères Adam.
L'enseignement de Rykwert influence plusieurs générations d'architectes et d'historiens. James Stirling commentant le récit Le Premier Moderne : les architectes du XVIIIe siècle (1980), écrit que Rykwert est : « Un érudit qui a su m’entraîner dans ma période préférée de l’architecture du XIXe siècle en révélant des histoires surprenantes sur les héros de l’architecture de cette époque ». Beaucoup d'anciens élèves de Rykwert ont une carrière significative dans leur propre domaine, tels que Daniel Libeskind, Eric Parry, Alberto Pérez-Gómez, Mohsen Mostafavi, Robert Tavernor et David Leatherbarrow.
Contrairement à beaucoup d'historiens de l'architecture avant lui, Joseph Rykwert n'a pas été concerné par un style architectural ou de la langue classique en soi, mais plutôt avec le sens d'une conception particulière qui doit toujours trouver sa propre expression appropriée. Tout au long de son travail, il questionne la pratique autant que la théorie, et la façon dont les bâtiments sont en fait conçus et fabriqués.

## Publications
- L’œil judicieux: architecture contre les autres arts (2008)
- Structure et la signification des établissements humains (rédacteur en chef, avec Tony Atkin, 2005)
- La séduction de l'endroit : La ville au vingt et unième siècle (2004)
- Corps et bâtiment : Essais sur la relation changeante du corps et de l'architecture édité par George Dodds et Robert Tavernor (2002)
- La séduction de la Place: L'histoire et l'avenir des villes (2000)
- La colonne dansante : Sur commande dans l'architecture (1998)
- Leon Battista Alberti Sur l'art de la construction en Dix livres traduit par Joseph Rykwert, épuisement de Neil et Robert Tavernor (1991)
- Le frère d’Adam (avec Anne Rykwert, 1985)
- La nécessité d'artifice (1982)
- Les premiers modernes, les architectes du XVIIIe siècle, Éditions Hazan (1981)
- La maison d'Adam au paradis : l'idée de la hutte primitive dans l'histoire architecturale (Museum of Modern Art, première édition, 1972)
- L'idée d'une ville: L'anthropologie de la forme urbaine à Rome, en Italie, et le monde antique (première édition, 1963)
- Église de construction (1966)
- Les Dix Livres d'Architecture, par LB Alberti (EDN annotée de la traduction de Leoni de 1756) (1955)
- La Maison d'Or (1947)